# 乌贾因
乌贾因（羅馬化：Ujjain）是印度中央邦烏賈因縣的一个城镇。总人口429933（2001年）。

## 历史
史称鄔闍衍那城（梵語：Ujjayani，巴利文：Ujjeni），又譯作優禪耶尼、烏惹儞、鬱禪尼、鬱闍尼、嗢逝尼、謳祇尼、烏舍尼、鬱支。在釋迦牟尼時代，它是阿槃提國在西北方的首都。在玄奘時代，它是一個獨立小國。鄔闍衍那是印度教的七个圣城萨帕塔普里之一。

## 人口
该地2001年总人口429933人，其中男性223745人，女性206188人；0—6岁人口54262人，其中男28488人，女25774人；识字率72.42%，其中男性为78.53%，女性为65.78%。

## 延伸阅读
[在维基数据编辑]
 《欽定古今圖書集成·方輿彙編·邊裔典·鄔闍衍那部》，出自陈梦雷《古今圖書集成》